# 七星泡镇
七星泡镇，是中华人民共和国黑龙江省双鸭山市宝清县下辖的一个乡镇级行政单位。

## 行政区划
七星泡镇下辖以下地区：
第一社区、向华村、中红村、红峰村、平安村、解放村、兴华村、永发村、永胜村、永兴村、德兴村、新发村、金沙岗村、兰凤村、新民村、民主村、义合村、金沙河村、永安村、永泉村、三合村、福兴村、双北村、巨宝村、凉水村、胜利村、新丰村、东太村、西太村和胜利林场。